# Castello di Villagonia
Il castello di Villagonia era una dimora signorile situata in riva al mare, nella frazione taorminese di Villagonia, nella città metropolitana di Messina. Faceva parte del sistema difensivo di Capo Schisò.

## Storia
Il castello di Villagonia venne edificato in epoca feudale dai Marchesi De Spuches. Agli inizi del XVI secolo Capo Schisò (l'area in cui sorgeva l'antica Naxos), in conseguenza delle incursioni dei pirati, venne fortificato mediante la ricostruzione di un precedente fortino integrandovi gli elementi costituiti da Torre Vignazza e dal vecchio castello di Naxos, dimora del giureconsulto Martino. Nello stesso sistema difensivo fu inserito anche il castello di Villagonia.
Il castello successivamente divenne, in conseguenza di legami parentali, dimora della famiglia dei San Martino, principi del Pardo, duchi di Montalbo e Santo Stefano di Briga e dei discendenti. Gli ultimi proprietari, Giuseppe San Martino e la moglie, nel 1913 ne subirono l'esproprio per il progetto di ampliamento della stazione ferroviaria. Il castello fu demolito in seguito all'inizio dei lavori della stazione di Taormina-Giardini.
Del castello di Villagonia rimane solo qualche immagine dei primi del Novecento.